# Bactrocera gavisa
Bactrocera gavisa
 es una especie de díptero que Munro describió por primera vez en 1935. Bactrocera gavisa pertenece al género Bactrocera de la familia Tephritidae.  